# The Enchanted Drawing
The Enchanted Drawing er en amerikansk stumfilm fra 1900 af J. Stuart Blackton.